# 吉恩塔尔·西拉
吉恩塔尔·西拉（法語：Jeantal Cylla，1996年10月30日—）為海地裔美國男子籃球運動員，現效力於全国男子篮球联赛湖北文旅。

## 早年
西拉出生於美國佛罗里达州沃思湖，高中前三年就讀於沃思湖基督教學校（Lake Worth Christian School），最後一年在沃思湖高中度過。2019年自北卡羅來納大學威明頓分校畢業後，還擁有一年參賽資格的西拉進入阿肯色大学就讀。

## 職業生涯
2021年1月，西拉加盟瓦爾達爾展開職業生涯。2021年9月，聖塔菲聯合引進西拉。2022年8月，西拉確定新賽季重返聖塔菲聯合。2023年12月，西拉加盟蒙古籃球聯賽比什雷爾特金屬。
2024年6月，西拉加盟全国男子篮球联赛武汉锟鹏。2024年11月，西拉代表東亞超級聯賽澳門黑熊出賽四場以後，加盟蒙古籃球聯賽色楞格博登斯（Selenge Bodons），澳門黑熊引進阿多尼斯·托马斯頂替其位置。西拉代表色楞格博登斯出賽17場，場均貢獻25.9分、5籃板、1.6助攻、1.2抄截、1.4阻攻。2025年3月，西拉加盟台灣職業籃球大聯盟（TPBL）臺北台新戰神，中文登錄名為「席樂」。4月3日，西拉未登錄於TPBL2024-25賽季最終註冊名單。

## 國家隊生涯
西拉的母親擁有海地血統，西拉因此2018年被海地籃球協會徵招進國家隊。

## 外部連結
- 吉恩塔尔·西拉在fiba.basketball（英语）
- 吉恩塔尔·西拉在fiba3x3.com（英语）
- 吉恩塔尔·西拉在NBA G聯盟官網（英语）
- 吉恩塔尔·西拉在台灣職業籃球大聯盟官網
- 吉恩塔尔·西拉在Basketball-Reference.com（NBA G聯盟）（英语）
- 吉恩塔尔·西拉在Sports-Reference.com（NCAA）（英语）
- 吉恩塔尔·西拉在Eurobasket.com（球員）（英语）
- 吉恩塔尔·西拉在Proballers（英语）
- 吉恩塔尔·西拉在RealGM（英语）
- 吉恩塔尔·西拉在Flashscore（英语）
- 吉恩塔尔·西拉在Global Sports Archive（英语）
- . Interperformances.com.   [2024-12-28]. （原始内容存档于2024-03-04）.